# The Big Ear (radioteleskop)
The Big Ear (česky Velké ucho) byl radioteleskop, který byl umístěn v Perkinsově observatoři patřící Wesleyské univerzitě v Ohiu a fungoval v letech 1963 až 1998. Jednalo se o radioteleskop Krausova typu, tento typ je pojmenován podle amerického elektroinženýra Dr. Johna D. Krause (1910–2004).
Big Ear dokončil svůj první kompletní průzkum nebes za účelem nalezení mimozemských signálů na začátku roku 1970. 15. srpna 1977 zaznamenal svůj největší úspěch, když zaznamenal silný úzkopásmový signál z části oblohy, na kterou byl právě zaměřen. Událost, která je dnes velmi dobře známá i mimo vědecké kruhy, je známá jako Signál Wow!, pojmenovaný podle poznámky, která byla v nadšení vepsána do tištěné podoby tohoto signálu. Podobný signál však již nikdy nebyl znovu zachycen.
V roce 1995 byl Big Ear zapsán do Guinnessovy knihy rekordů jakožto radioteleskop, který pracoval pro projekt SETI po nejdelší časový úsek.
Na konci roku 1997 byl vyřazen z provozu a v roce 1998 zdemolován, protože území, na kterém stál, bylo dříve prodáno developerské společnosti a následně použito pro rozšíření přilehlého golfového hřiště.